# Polly Maberly
Polly Lucinda Maberly (n. 1 ianuarie 1976, Reigate, Surrey, Anglia) este o actriță britanică de film, televiziune și teatru.

## Date biografice
Polly Maberly este fiica unui avocat, ea a studiat dramaturgia la Royal Academy of Dramatic Art din Londra. Deja la vârsta de 10 ani a jucat un rol de copil în filmul The Children of Green Knowe, un serial britanic. În afară de câteva piese de teatru, următoarele filme în care poate fi văzută sunt: Pride and Prejudice, Gooseberries Donat Dance sau The Royal.

## Filmografie
- 1986: The Children of Green Knowe (TV)
- 1992: 2point4 Children (serial)
- 1995: Pride and Prejudice (TV)
- 1999: Gooseberries Don’t Dance
- 2001: Inspector Barnaby, (Midsomer Murders) (TV)
- 2002: The Bill  (TV)
- 2003–2004: The Royal (TV)
- 2008: Harley Street (TV)
- 2008–2010: Foyle’s War (TV)
- 2008–2010: Doctors (TV)
- 2009: Holby City (TV)
- 2011: Hollyoaks (TV)
- 2011: Mr. Mzuza
- 2014: Holby City (Georgia Staniford in 'Going, Going...')

## Apariții pe scenă
- The 39 Steps (Pamela Arbroath)
- The Honest Whore (Belafront)
- 'Cece, L'Uomo dal Fiore in Bocca (The Man With The Flower In His Mouth), "I'm Dreaming Or Am I?" (Nada, leading lady) a triple bill of plays by Luigi Pirandello - New End Theatre, London.  1999
- The Browning Version (Mrs Gilbert) - Theatre Royal Bath.  2000
- The Tempest  (Miranda') - Summer Shakespeare Festivities, Prague Castle/Spilberk Castle, Brno. 2000
- Under the Doctor (scrisă de Peter Tilbury) - Churchill Theatre, Bromley/ Comedy Theatre, London.  2001
- When Harry Met Sally... (Helen).  2005
- Hedda Gabler (Thea Elvsted) - West Yorkshire Playhouse, Liverpool Playhouse. 2006
- Drowning on Dry Land  (Linzi Ellison, leading lady) Salisbury Playhouse.  2008